# Działoszyn
Działoszyn é um município da Polônia, na voivodia de Łódź e no condado de Pajęczno. Estende-se por uma área de 4,94 km², com 6 050 habitantes, segundo os censos de 2016, com uma densidade de 1 224,7 hab/km².